# Richard Seguin (historien)
Pour les articles homonymes, voir Seguin.
Ne doit pas être confondu avec Richard Séguin.
Richard Seguin, né le 7 octobre 1772 à Vire, mort le 23 janvier 1847, est un historien français.
Il est auteur d'une Histoire de la chouannerie et de la restauration de la religion et de la monarchie en France, Vire, 1826-1844, 2 vol. in-18. Il a de plus publié sous son nom divers ouvrages qui, suivant les continuateurs de la France littéraire de Joseph-Marie Quérard, auraient été donnés d'après les manuscrits de l'abbé Lefranc, supérieur de la maison de Caen, massacré aux Carmes en 1792 :
- Essai sur l'histoire de l'industrie du Bocage en général et de la ville de Vire, sa capitale, en particulier, précédée d'une introduction contenant la description historique et topographique de ce pays, avec des recherches sur les mœurs, les coutumes et les anciens usages des Bocains, suivi de la notice des hommes qui se sont illustrés par leurs talents, soit dans les sciences, soit dans les arts, Vire, 1810, in-18 ;
- Histoire militaire des Bocains, Vire, 1816, in-18 ;
- Histoire archéologique des Bocains, contenant les antiquités naturelles, civiles, religieuses et littéraires du Bocage, Vire, 1822, in-18.

## Source
« Richard Seguin (historien) », dans Louis-Gabriel Michaud, Biographie universelle ancienne et moderne : histoire par ordre alphabétique de la vie publique et privée de tous les hommes avec la collaboration de plus de 300 savants et littérateurs français ou étrangers, 2e édition, 1843-1865 [détail de l’édition]